# الیاس محمودی
الیاس محمودی وکیل، حقوق‌دان و مقام اطلاعاتی و قضایی سابق ایرانی است. وی اولین رئیس حفاظت اطلاعات قوه قضائیه (نیمهٔ دوم دههٔ ۷۰) بوده و پیش از آن ریاست حفاظت اطلاعات ارتش و دادستانی دادگاههای انقلاب ارتش جمهوری اسلامی ایران (دههٔ ۶۰) را برعهده داشته‌است. 
در شهریور ۱۳۸۳ محمودی و قائم مقام خود در حفاظت اطلاعات قوه قضاییه (عبدالواحد شریفی نهاوندی) در مقابله با طرح تحقیق و تفحص مجلس خبرگان رهبری ۱۷ نفر از اعضای این تیم را بازداشت کردند و بعدها متهم به بازداشت غیر قانونی، شکنجه و پرونده سازی علیه چندین مقام منسوب به مجلس خبرگان و شورای اسلامی شدند.(حلقه فساد خیابان فاطمی) ولی رسیدگی به تخلفات آنها به دلیل شرایط ملتهب سیاسی ایران به بعد موکول و دیگر رسیدگی نشد.
محمودی در زمان ریاست محمود هاشمی شاهرودی بر قوهٔ قضائیه به سمت ریاست مجتمع قضائی ویژه امور اقتصادی منصوب شده بود که پس از ماجرای فرار شهرام جزایری از زندان مقصر شناخته و از پست خود برکنار شد.
در فروردین ۱۳۸۹ الیاس نادران از نمایندگان جناح محافظه‌کار مجلس، الیاس محمودی را متهم کرد که در کنار محمدرضا رحیمی، معاول اول رئیس‌جمهور از اعضای اصلی یک باند بزرگ فساد اقتصادی، معروف به حلقهٔ فساد خیابان فاطمی، بوده‌است که قوه قضائیه در آن هنگام بیشتر اعضای آن را دستگیر کرده بود. این اتهام از سوی محمودی به‌شدت تکذیب شد.
مرکز اسناد حقوق بشر ایران نیز بر پایه شهادت یکی از اعضای سابق حفاظت اطلاعات ارتش، محمودی را از اعضای مهم سازمان اطلاعات موازی معرفی کرده‌است.